# Wasserburg Stotternheim
Die Wasserburg Stotternheim war eine Verteidigungsbastion im damaligen Dorf Stotternheim. Heute ist Stotternheim Stadtteil der Landeshauptstadt Erfurt in Thüringen.

## Lage
Östlich von Stotternheim und sieben Kilometer nördlich der in Stadtmauern befindlichen Stadt Erfurt lag die Wasserburg in der grundwassernahen Aue der Gera bei dem Dorf. Das flache Gelände bedingte eine mit Wassergräben umgebene Niederungsburg.

## Geschichte
1088 wurden Herren von Stotternheim als Hersfelder Ministerialen mehrfach genannt, auch 1182. 1269 wurde die Burg durch Erfurter Kämpfer erobert, weil die Insassen sich als Raubritter entpuppten. Burg und Besitz gehörte nun der Stadt Erfurt, die ihr Stadtterritorium damals wesentlich erweitern konnte. Im 14. Jahrhundert wurde die Burg aufgegeben und nach und nach demontiert, sodass keine Reste mehr von ihr zeugen.
Die Familie Stotternheim wurden Erfurter und stellten Persönlichkeiten im öffentlichen Leben, so den Waidjunker, der reichster Bürger der Stadt zu seiner Zeit wurde.